# El pequeño gran mago
El pequeño gran mago ( Cudowne dziecko en polaco,  Le Jeune Magicien en francés o Young Magician en inglés) es una película infantil polaca dirigida por Waldemar Dziki y estrenada en 1987.

## Sinopsis
Peter quiere ser mago. Tiene 12 años y un buen día descubre su habilidad para mover objetos a distancia (telekinesis). Sin embargo, esta cualidad causará que sus padres y amigos le teman dada su inhabilidad para controlar sus poderes. Finalmente, el chico tendrá la oportunidad de utilizar su don para salvar a la ciudad donde vive, logrando finalmente la aceptación de sus pares.

## Reparto
| Actor                | Personaje               | Notas         |
| -------------------- | ----------------------- | ------------- |
| Rusty Jedwab         | Peter                   |               |
| Natasza Maraszek     | Margaret                |               |
| Edward Garson        | Alexander               |               |
| Tomasz Klimasiewicz  | Mike                    |               |
| Daria Trafankowska   | Madre de Peter          |               |
| Mariusz Benoit       | Padre de Peter          |               |
| Wladyslaw Kowalski   | Inspector               |               |
| Jan Machulski        | Coronel                 |               |
| Maciej Szary         | Padre de Jack           |               |
| Maria Robaszkiewicz  | Madre de Jack           |               |
| Danuta Kowalska      | Madre de Margaret'      |               |
| Grazyna Szapolowska  | Madre de Mike           |               |
| Andrzej Szczepkowski | Director                |               |
| Andrzej Blumenfeld   | Profesor                |               |
| Wojciech Mann        | Director de filarmónica |               |
| Jan Hencz            | Doctor                  |               |
| Piotr Krukowski      | Asistente del Doctor    |               |
| Ewa Biala            | Enfermera               |               |
| Maria Wawrzak        | Hermana gémela          |               |
| Monika Wawrzak       | Hermana gémela          |               |
| Monika Maraszek      | Muchacha biespectáculo  |               |
| Zbigniew Suszynski   |                         |               |
| Monika Domowicz      | Muchacha                | No acreditada |
| Boguslawa Pawelec    | Reportera               | No acreditada |
| Piotr Polk           | Enfermero               | No acreditado |